# Linhares Filho
José Linhares Filho (Lavras da Mangabeira, 28 de fevereiro de 1939) é ensaísta crítico, poeta, professor e escritor, membro da Academia Cearense de Letras.

## Biografia
Filho de José Gonçalves Linhares, ex-prefeito de Lavras de Mangabeira e da pintora Maria de Conceição Esteves Linhares. Vive há 53 anos com sua Musa inspiradora, Mariazinha. Dessa união nasceram as filhas  Maria da Conceição, Mônica, Catarina e Isabel. Seu tio Joel Linhares foi um dos fundadores do movimento Esperantista no Ceará, editor da publicação Brazilian Life (1922) e autor do primeiro soneto originalmente escrito em esperanto no Ceará: "To New Life".
Linhares Filho é graduado em Letras pela Universidade Federal do Ceará, é mestre em Literatura Portuguesa e doutor em Letras Vernáculas (área de Literatura Portuguesa) pela Universidade Federal do Rio de Janeiro.
É professor titular de Literatura Portuguesa da Universidade Federal do Ceará, ministrando também Literatura Brasileira na Pós-graduação. Foi coordenador da Casa de Cultura Portuguesa. Integrou o curso de Pós-graduação em Letras da UFC (1993), editor da Revista de Letras e pesquisador do Instituto de Língua e Cultura Portuguesa em Lisboa. Foi professor visitante na Universidade de Colônia e na Universidade Técnica de Aachen, na Alemanha.
Ensaísta e poeta, cuja poesia é elogiada por intelectuais de grandes méritos. Especialista na obra de Machado de Assis, Fernando Pessoa e Carlos Drummond de Andrade. Seu livro Notícias de Bordo foi indicado para estudo no Exame Vestibular UFC em 2009 - 2010. Faz parte do Grupo Sin de Literatura e de várias entidades culturais. Ingressou na Academia Cearense de Letras no dia 23 de julho de 1980 na vaga deixada por Josaphat Linhares, ocasião em que foi saudado pelo acadêmico e contista Moreira Campos. Ocupa a cadeira número 30, cujo patrono é Rocha Lima.

## Obra
- Sumos do Tempo, poesia, (1968),
- A Metáfora do Mar no Dom Casmurro, ensaio, (1978),
- Voz das Coisas, poesia (1979),
- A “Outra Coisa” na Poesia de Fernando Pessoa, ensaio (1982),
- Frutos da Noite de Trégua, poesia(1983),
- Tempo de Colheita, poesia(1987),
- Andanças e Marinhagens,poesia (1993),
- Rebuscas e Reencontros, poesia (1996),
- O Poético como Humanização em Miguel Torga, ensaio, tese de doutorado (1997),
- Itinerário: trinta anos de poesia, poesia (1998),
- A Modernidade da Poesia de Fernando Pessoa, ensaio, tese para professor titular da UFC (1998),
- O Amor e Outros Aspectos em Drummond, ensaio (2002),
- Notícias de Bordo: poemas selecionados, poesia (2006),
- Cantos de Fuga e Ancoragem, poesia (2007),
- 50 Poemas Escolhidos pelo Autor, poesia (2008),
- No Limiar do Inverno, poesia (2010),
- Momentos Impressivos da Terra Santa, poesia (2011),
- Junto à Lareira Invisível, poesia (2013),
- Itinerário - Quarenta e Cinco Anos de Poesia, poesia (2015),
- Consagração à Poesia: poemas, discursos, artigos (2017),
- Lavras da Mangabeira: uma cidade escrita, poesia (2019).

## Distinções
- Sócio da Associação Internacional de Lusitanistas,
- Membro da Academia Cearense de Letras,
- Membro da Associação Brasileira de Literatura Comparada,
- Membro da Academia de Letras e Artes do Nordeste,
- Membro da Academia Lavrense de Letras, de que é presidente de honra,
- Membro da Associação Brasileira de Bibliófilos,
- Sócio Honorário da Academia Fortalezense de Letras,
- Professor Emérito da Universidade Federal do Ceará[8] (UFC),
- Príncipe dos Poetas Cearenses.

## Homenagens
Recebeu os seguintes prêmios: 
- Prêmio do Estado do Ceará de Ensaio, em 1986 e de Poesia, em 1987.
- Detentor do diploma de Mérito Cultural, concedido pela Academia Brasileira de Filologia, Rio de Janeiro.
- Recebeu o título de Príncipe dos Poetas Cearenses.[9][10]
- Recebeu em 2017 o título de Professor Emérito da UFC,[11][12]
- Medalha do Mérito Cultural Joaryvar Macedo, da Prefeitura Municipal de Lavras da Mangabeira,
- Medalha do Mérito Educacional Gustavo Augusto Lima, da Academia Lavrense de Letras
- Homenagem da Assembleia Legislativa do  Estado do Ceará pelo Dia da Literatura Cearense (2017)
- Comenda da Ordem do Mérito Cultural Ideal Clube (2021)